# Stazione di Forlimpopoli-Bertinoro
La stazione di Forlimpopoli-Bertinoro è una fermata ferroviaria posta sulla linea Bologna-Ancona, a servizio dei comuni di Forlimpopoli e Bertinoro.

## Storia
La stazione, in origine denominata "Forlimpopoli", venne attivata in data imprecisata.
Il 1º giugno 1916 assunse la nuova denominazione di "Forlimpopoli-Bertinoro".
Venne declassata a fermata il 30 dicembre 2003.
Negli ultimi anni alcuni locali del vecchio edificio, ormai in disuso, sono stati concessi dall'Amministrazione ad alcune associazioni del territorio forlimpopolese come l'Associazione Culturale Barcobaleno, il presidio di Libera e l'ANPI.

## Movimento
La stazione è servita da treni regionali svolti da Trenitalia Tper nell'ambito del contratto di servizio stipulato con la regione Emilia-Romagna.
A novembre 2019, la stazione risultava frequentata da un traffico giornaliero medio di circa 452 persone (233 saliti + 219 discesi).

## Servizi
La stazione è classificata da RFI nella categoria bronze.